# Pseudomyrmex acanthobius
Pseudomyrmex acanthobius är en myrart som först beskrevs av Carlo Emery 1896.  Pseudomyrmex acanthobius ingår i släktet Pseudomyrmex och familjen myror.

## Underarter
Arten delas in i följande underarter:
- P. a. acanthobius
- P. a. cocae
- P. a. fuscatus
- P. a. virgo

## Bildgalleri

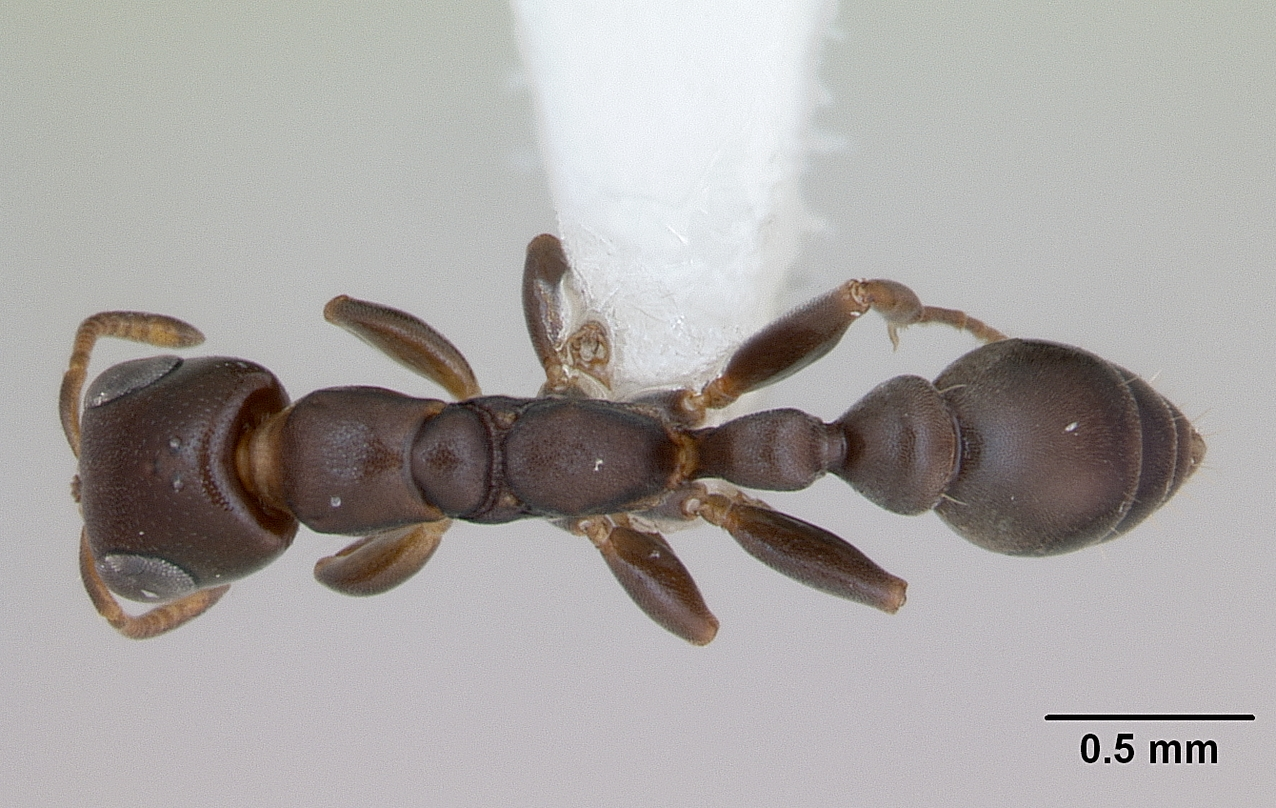
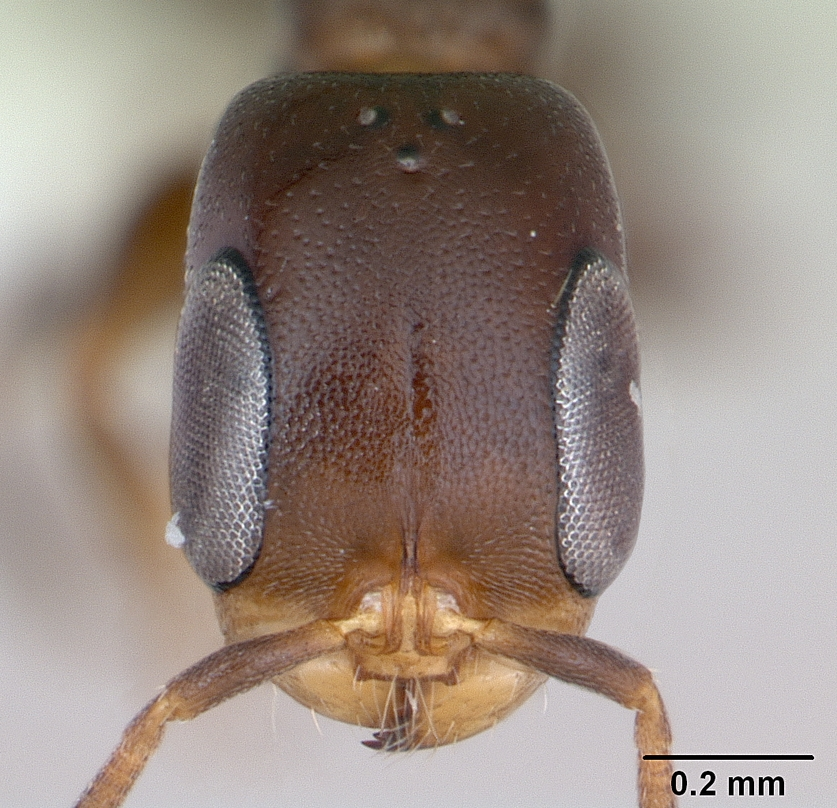
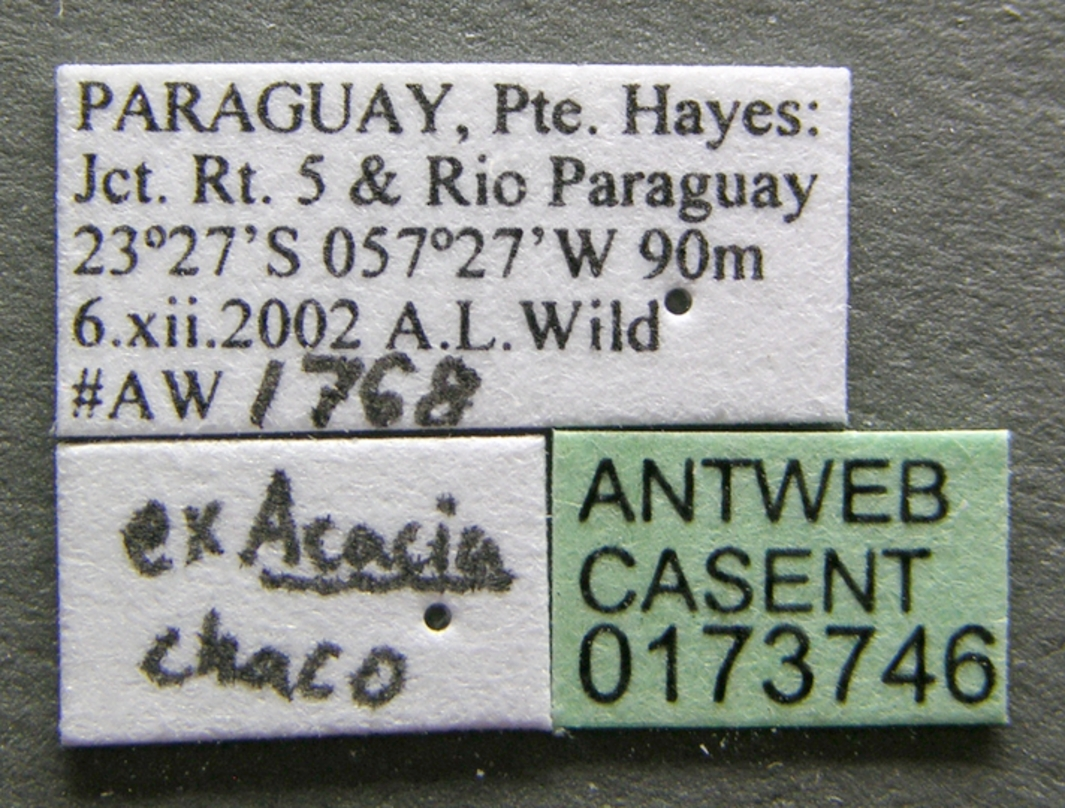
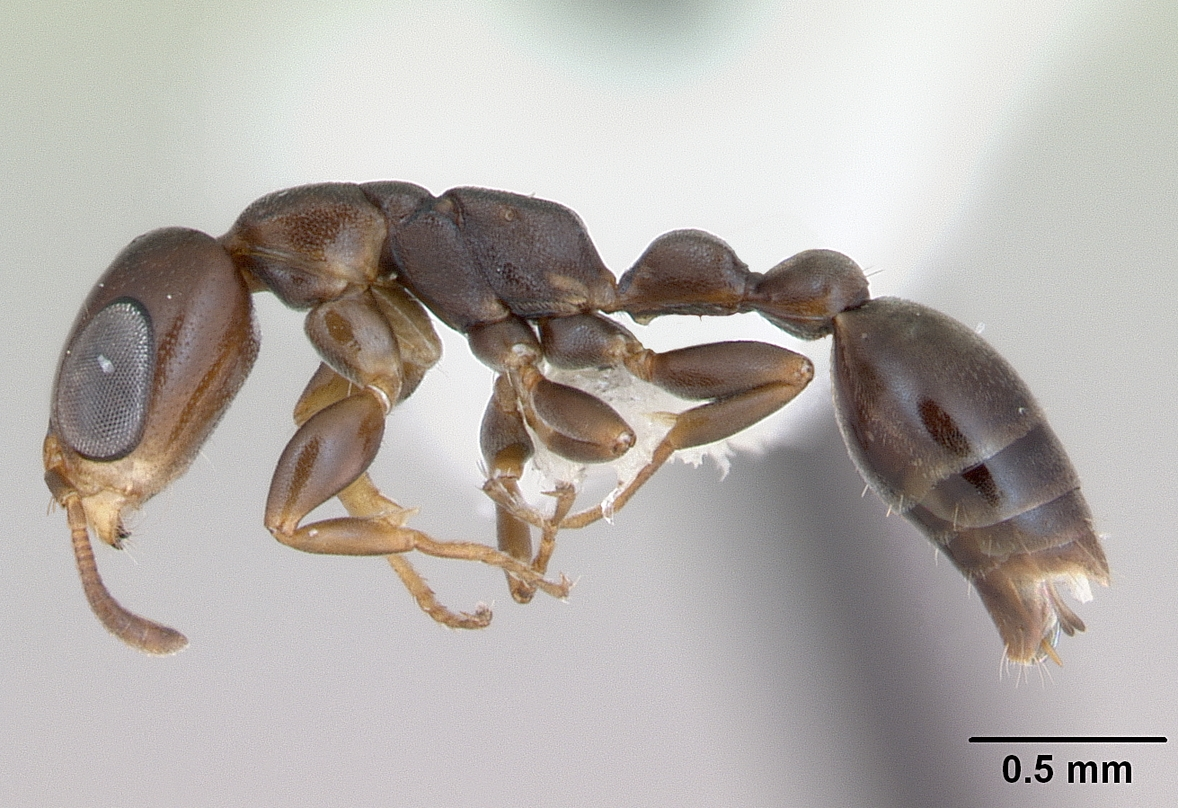
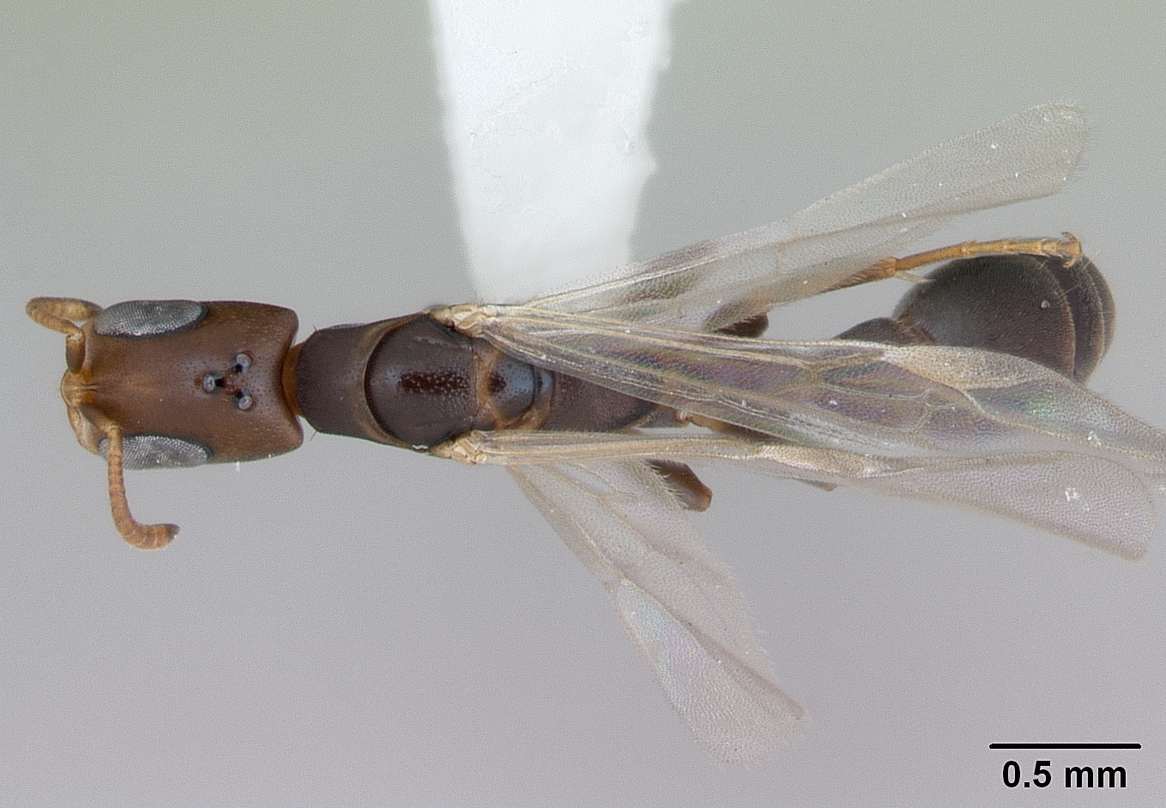
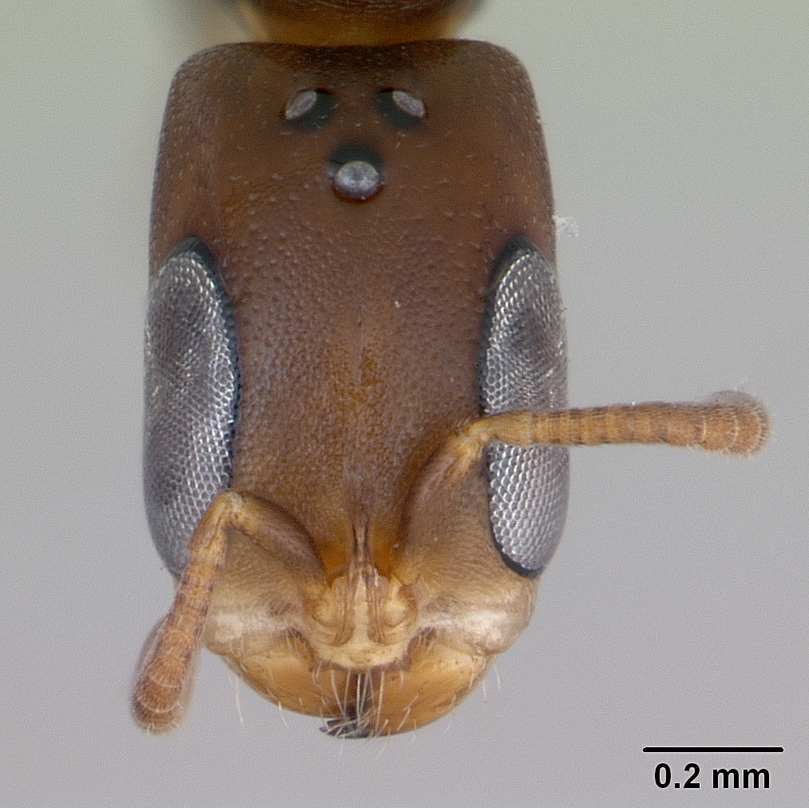